# William Glasser
William Glasser, * ameriški psihiater, * 11. maj 1925, Cleveland, ZDA, † 23. avgust 2013, Los Angeles, ZDA.
Glasser je bil ameriški psihiater rojen v Clevelandu, Ohio. Oče Ben Glasser je bil urar, materi je bilo ime Betty.
Glasser je razvijalec Realitetne terapije in Teorije izbire. Njegove ideje se osredotočajo na osebno izbiro, osebno odgovornost in osebne transformacije. Glasser je bil znan po uporabi svoje teorije na področju socialnih vprašanj, kot so izobraževanje, vodenje, zakonske zveze... 
Glasser se je oddaljil od konvencionalnih psihiatrov z opozorilom javnosti o možni škodi za stroko psihiatrije, ki jo povzroča v svoji tradicionalni obliki zaradi skupnega cilja po diagnosticiranju bolnika z duševno boleznijo in predpisovanju zdravil za zdravljenje posamezne bolezni. Glasser je zavzel za obravnavo duševnega zdravja kot vprašanje javnega zdravja.